# Радиотоксины
Радиотоксины — группа веществ, образующихся под воздействием ионизирующего излучения в организме, пищевых продуктах и питательных средах и обладающих свойствами имитировать и увеличивать радиобиологические эффекты (возможно, определяют дистанционное действие радиации, так называемый абскопальный эффект).
Понятие токсины или радиотоксины впервые было предложено П. Д. Горизонтовым в 1958 году для обозначения самых различных неиндентифицированных гуморальных агентов, возникающих в тканях под действием облучения.
Выделяют липидные (возникающие в процессе перекисного окисления липидов) и хиноновые радиотоксины.
Липидные радиотоксины представляют собой лабильный комплекс продуктов окисления ненасыщенных жирных кислот, гидропероксидов, эпоксидов, альдегидов и кетонов.